# Anacolia
Anacolia, rod pravih mahovina u porodici Bartramiaceae.
Rod je opisan 1876.

## Vrste
1. Anacolia aristifolia Flowers in Grout, 1935
2. Anacolia aurescens Iwatsuki, 1969
3. Anacolia breutelii Magill, 1987
4. Anacolia cameruniae Dixon, 1933
5. Anacolia laevisphaera Flowers in Grout, 1935
6. Anacolia menziesii Paris, 1894
7. Anacolia scioana Brotherus, 1924
8. Anacolia webbii W. P. Schimper, 1876

## Vanjske poveznice
Bryophyte Flora of North America